# Badia dels Chaleurs
La badia dels Chaleurs (en francès:baie des Chaleurs (en anglès: Bay of Chaleur o Chaleur Bay, en idioma micmac: Maoi Pôgtapei) és un braç del golf de Sant Llorenç que separa la península de Gaspèsia de Nova Brunswick. Aquest nom li va donar l'explorador francès Jacques Cartier amb motiu de la bruma que la recobria quan ell la va descobrir, cosa que li va donar la falsa impressió que era càlida chaleurs vol dir 'calors'. Els Micmacs en deien la badia Mowebaktabaak, que significa gran badia.
És un dels 81 topònims d'interès pancanadenc cosa que significa que les versions angleses i franceses dels topònims són reconegudes oficialment.

## Geografia
La badia dels Chaleurs fa uns 100 km de llargada. L'alimenta principalment el riu Ristigouche a l'oest. La badia dels Chaleurs va parar per l'est al Golf de Sant Llorenç per un passadís de 40 km delimitat al nord pel cap d'Espoir i al sud per l'illa Miscou. La badia està dividida en dues conques una a l'est i l'altra a l'oest. La fondària de la conca oest no depassa els 50 metres mentre que la fondària mitjana de la conca est oscil·la entre els 70 i 90 metres.
Aquest badia inclou nombroses platges de sorra i es considera una de les badies més belles del món